# Frankie Negrón

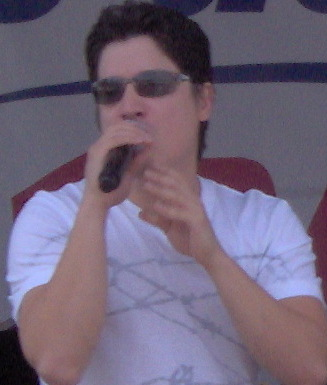
Frankie Negrón, 2011

Frankie Negrón (* 21. Januar 1977 in Newark/New Jersey) ist ein Salsamusiker puerto-ricanischer Abstammung.

## Werdegang
Frankie Negrón wurde 1977 in Newark als Sohn von Francisco Negrón Santos und Zaida Gonzalez geboren.
Stilistisch gehört er in die Gruppe Musiker wie Huey Dunbar, Charlie Cruz, Kevin Ceballo und Obie Bermudez, welche Elemente von Pop, Rock, Gospelmusik, R&B, Hip-Hop und Reggaeton in den Salsa einbrachten. Seine Geschwister Jaqueline „Jacky“ Negrón und David Negrón wurden ebenfalls Künstler. In den 1990er Jahren trat Frankie Negrón auf der Newark Arts High School der R&B-Gruppe Base Harmony bei und hatte Auftritte unter anderem im NJ State Senate, Newark City Hall sowie zahlreichen Dance Clubs und Diskotheken. Frankie Negrón wuchs zweisprachig (Englisch und Spanisch) auf, entwickelte sich später immer stärker zum spanischsprachigen Salsa. 1997 erschien sein erstes Album Con Amor Se Gana. Für das Broadway-Musical The Capeman nahm Negrón den Soundtrack auf und im Independentfilm Boricua's Bond, welcher in der South Bronx spielt, hatte er einen Auftritt als Überlebenskünstler. Musikalisch ist er jedoch bei weitem erfolgreicher als Schauspieler, mit Con Amor Se Gana und No Me Compares sowie neun weiteren Hits hält er sich bis jetzt unter den Billboard Top 40 Hot Latin Tracks.
2006 erschien sein bislang letztes Salsa-Album Mejor Que Nunca.
Bei vielen Kritikern wird er als definitive Salsastimme der nächsten Generation bezeichnet. 2009 trat er in der Soap Opera One Life to Live auf und promotete sein Album Independence Day, welches als Crossover-Projekt auf dem englischen Musikmarkt erschien. Zu seinen bekanntesten Hits gehören Inolvidable, Hoy Me Vuelto a Enamorar, Una Gota de Lluvia, Agua Pasada, Princesa, No Me Compares, Remolino, Enamorado de Ti, Comerte a Besos, Por Tu Placer, Mi Mulata, Hasta Que Te Enamores, Lento, Todo Es Mentira, No Vuelvo Contigo und Holding on to Love/Adicto a Tu Piel.

## Diskografie
- Con Amor Se Gana (1997, US: Platin (Latin))[4]
- Grupomanía 2050 (2001)
- No Me Compares (1998, US: Platin (Latin))
- Lo Que Llevo Por Dentro (1999)
- Por Tu Placer (2001)
- Inesperado (2003)
- Amanecer Contigo (2005)
- Mejor Que Nunca (2006)

## Preise und Auszeichnungen
- Tropical Album of the Year 2006 für “Lo Nuestro”
- Grammy Award Nominierung
- Premio Lo Nuestro Awards für Song of the Year